# Burkhard Meyer-Sickendiek
Burkhard Meyer-Sickendiek (* 8. August 1968 in Osnabrück) ist ein deutscher Literaturwissenschaftler und Privatdozent für Neuere deutsche Literatur an der Freien Universität Berlin.

## Leben
Burkhard Meyer-Sickendiek studierte von 1990 bis 1996 Germanistik, Geschichte und Philosophie an der Universität Bielefeld. 1999 wurde er an der Universität Tübingen am DFG-Graduiertenkolleg Pragmatisierung/Entpragmatisierung promoviert. Seine Dissertation mit dem Titel "Ästhetik der Epigonalität" behandelt die Problematik des epigonalen Schreibens in der Zeit nach Goethe bei Autoren des Bildungsromans wie Karl Leberecht Immermann, Gottfried Keller oder Adalbert Stifter. Die Arbeit leistet den Nachweis, dass der Philosoph Friedrich Nietzsche unter dem Eindruck der Lektüre des Nachsommers von Adalbert Stifters erstmals eine theoretische Positivierung der Epigonalität formulierte.
Nach seiner Promotion war Meyer-Sickendiek Post-Doktorand am DFG-Graduiertenkolleg Geschlechterdifferenz und Literatur der Ludwig-Maximilians-Universität München und wissenschaftlicher Koordinator für den dortigen Promotionsstudiengang Literaturwissenschaft. 2003 erhielt Meyer-Sickendiek den Bayerischen Habilitationsförderpreis. 2008 habilitierte er sich mit einer Arbeit über den literarischen Sarkasmus in der deutsch-jüdischen Moderne an der LMU München. Die Studie untersuchte satirische Publizisten wie etwa Heinrich Heine, Ludwig Börne, Moritz Saphir, Alfred Kerr, Karl Kraus, Kurt Tucholsky oder Alfred Döblin. Die Studie ergänzte damit ein seit den Arbeiten Salcia Landmanns geltendes Verständnis des sogenannten „jüdischen Witzes“ als einer primär dem Konzept der Heiterkeit verpflichteten Form des Komischen.
2008 ging Meyer-Sickendiek als Gastprofessor und Experte der sogenannten Affektpoetik an den Exzellenzcluster Languages of Emotion der Freien Universität Berlin. Dort verfasste er eine Studie zur Literatur- und Kulturgeschichte des Grübelns.
Von 2010 bis 2015 war er Heisenberg-Stipendiat der DFG. Im Rahmen eines ersten Projektes mit dem Titel Lyrisches Gespür widmete er sich den Wahrnehmungsexperimenten in der modernen und postmodernen Lyrik.
Ein zweites, komparatistisches Projekt analysierte die Theaterentwicklung im 17. und 18. Jahrhundert und erschien 2016 unter dem Titel Zärtlichkeit. Höfische Galanterie als Ursprung der bürgerlichen Empfindsamkeit.
Von 2017 bis 2020 war Meyer-Sickendiek Leiter einer Forschergruppe der Volkswagenstiftung und entwickelte im Bereich der digitalen Geisteswissenschaften in Zusammenarbeit mit dem Portal Lyrikline.org ein digitales Werkzeug zur automatischen Prosodieerkennung (post-)moderner Hörlyrik.

Derzeit arbeitet er in einem Folgeprojekt der Volkswagenstiftung gemeinsam mit dem Literaturprofessor Carsten Gansel an der didaktischen Vermittlung zeitgenössischer Lyrik in der gymnasialen Oberstufe. Im Rahmen dieser Projektarbeit erschien 2024 im Klett-Verlag in der Reihe der "Stundenblätter" ein Schulbuch mit dem Titel "Gedichte im 21. Jahrhundert. Themen und Formen der Gegenwartslyrik".

## Veröffentlichungen

### Monographien
- Die Ästhetik der Epigonalität. Theorie und Praxis wiederholenden Schreibens im 19. Jahrhundert: Immermann, Keller, Stifter, Nietzsche. Dissertation. Francke, Tübingen/Basel 2001, ISBN 3-7720-2759-8.
- Affektpoetik. Eine Kulturgeschichte literarischer Emotionen. Königshausen und Neumann, Würzburg 2005, ISBN 3-8260-3065-6.
- Was ist literarischer Sarkasmus? Ein Beitrag zur deutsch-jüdischen Moderne. Habilitationsschrift. Fink, Paderborn 2009, ISBN 978-3-7705-4411-0.
- Tiefe: Über die Faszination des Grübelns. Fink, Paderborn/München 2010, ISBN 978-3-7705-4952-8.
- Lyrisches Gespür: Vom geheimen Sensorium moderner Poesie. Fink, Paderborn 2012, ISBN 978-3-7705-5146-0. Rezension von Norberto42.[6]
- Zärtlichkeit. Höfische Galanterie als Ursprung der bürgerlichen Empfindsamkeit. Fink, Paderborn/München 2016, ISBN 978-3-7705-5942-8.
- Hörlyrik. Eine interaktive Gattungstheorie. Brill/Fink, Paderborn/München 2020, ISBN 978-3-7705-6579-5.
- Gedichte im 21. Jahrhundert. Themen und Formen der Gegenwartslyrik, Klett-Verlag GmbH, Stuttgart 2024, ISBN 978-3-12-352684-8.

### Herausgeberschaften
- Roman Jakobsons Gedichtanalysen. Eine Herausforderung an die Philologien. Gemeinsam herausgegeben mit Hendrik Birus und Sebastian Donat. Wallstein, Göttingen 2003, ISBN 3-89244-637-7.
- Stimmung und Methode, hg. v. Burkhard Meyer-Sickendiek und Friederike Reents, Mohr Siebeck, Tübingen 2013, ISBN 978-3-16-152659-6
- Fluxus und / als Literatur: Zum Werk Jürgen Beckers, hg. v. Burkhard Meyer-Sickendiek und Anne-Rose Meyer-Eisenhut, Edition Text und Kritik, München 2014, ISBN 978-3-86916-325-3
- Starke Gefühle. Kulturwissenschaftliche Emotionalitätsdiskurse im 19. und 20. Jahrhundert, hg. v. Burkhard Meyer-Sickendiek und Julie Bartosch, NeueWeltVerlag, Wien 2015, ISBN 978-3-9503061-3-2.
- Der jüdische Witz: Zur unabgegoltenen Problematik einer alten Kategorie, hg. v. Burkhard Meyer-Sickendiek und Gunnar Och, Fink, Paderborn/München 2015, ISBN 978-3-7705-5892-6.
- Stile der Popliteratur. Versuch einer intermedialen Differenzierung, hg.v. Burkhard Meyer-Sickendiek und Carsten Gansel, edition text & kritik, München 2018, ISBN 978-3-86916-673-5.
- Das Theater der Zärtlichkeit. Affektkultur und Inszenierungsstrategien in Tragödie und Komödie des vorbürgerlichen Zeitalters (1630–1760), hg.v. Jörn Steigerwald und Burkhard Meyer-Sickendiek, Harrassowitz-Verlag, Wiesbaden 2020, ISBN 978-3-447-11472-1